# Peschiera Maraglio
Peschiera Maraglio est un petit village de pêcheurs situé sur l'île Monte Isola au milieu du lac d'Iseo, dans la province de Brescia, en  Lombardie, Italie.
Le centre historique aux rues étroites ne se visite qu'à pied. On peut y voir :
- L'église de San Michele, XVIIe siècle
- La forteresse des Oldofredi, au donjon cylindrique, dressée au sommet d'une paroi rocheuse  au XIIe siècle pour protéger l'île.